# General Savio (premetro de Buenos Aires)
General Savio es una estación tranviaria del premetro que forma parte de la red de subterráneos de Buenos Aires. Pertenece al ramal que une la estación Intendente Saguier con esta misma.
En esta estación finalizan su recorrido los trenes provenientes de Intendente Saguier

## Imágenes

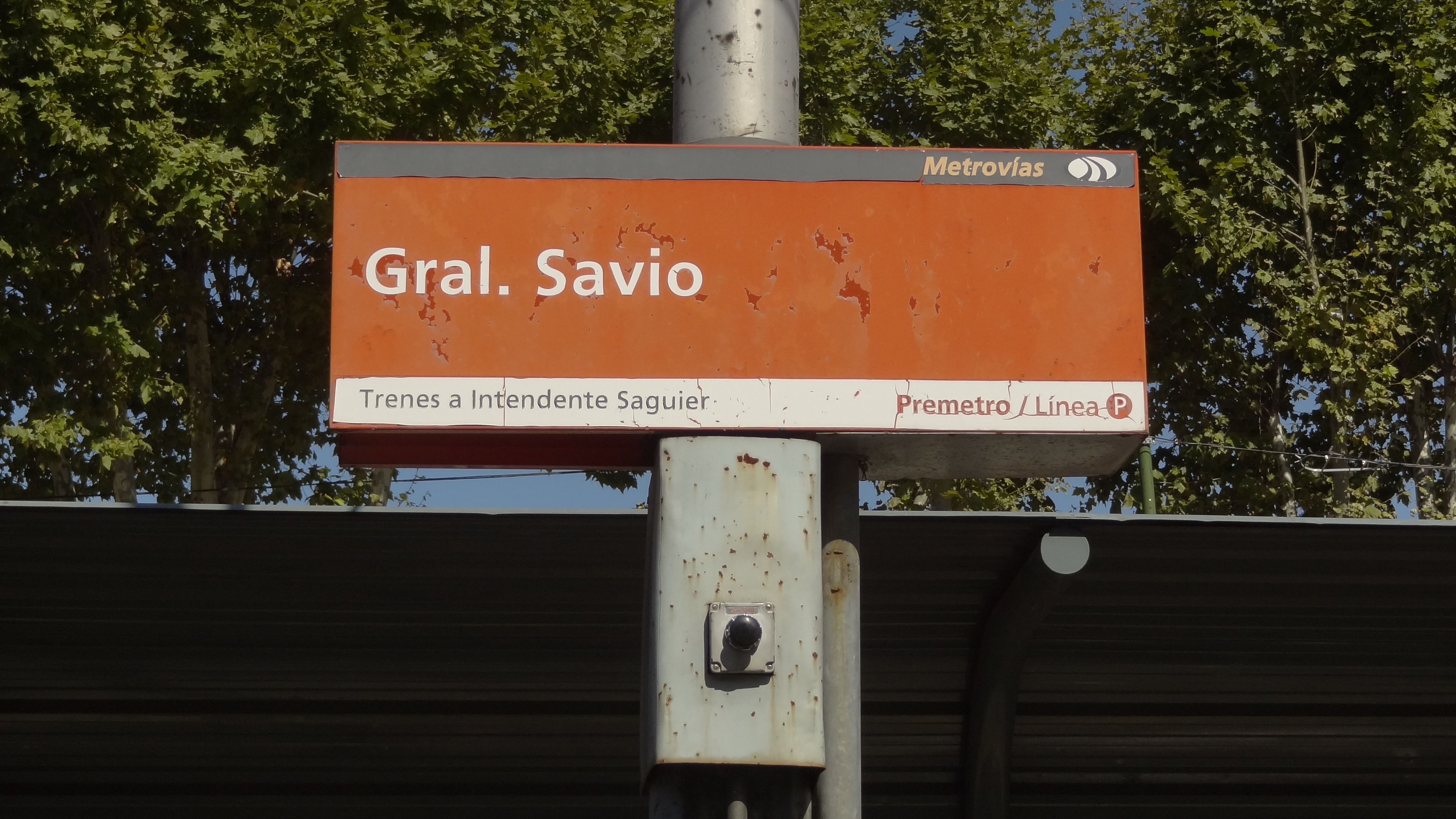
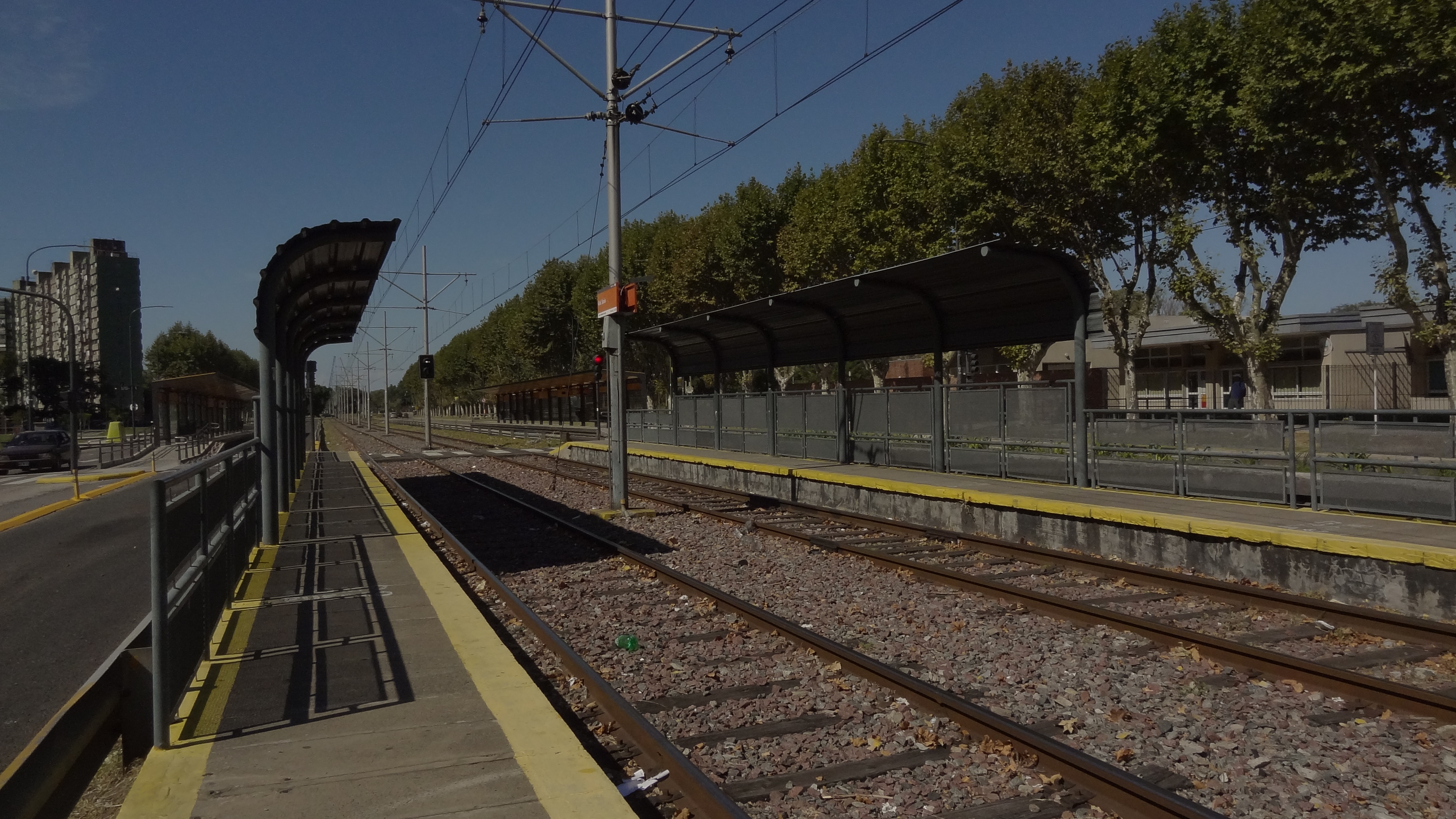
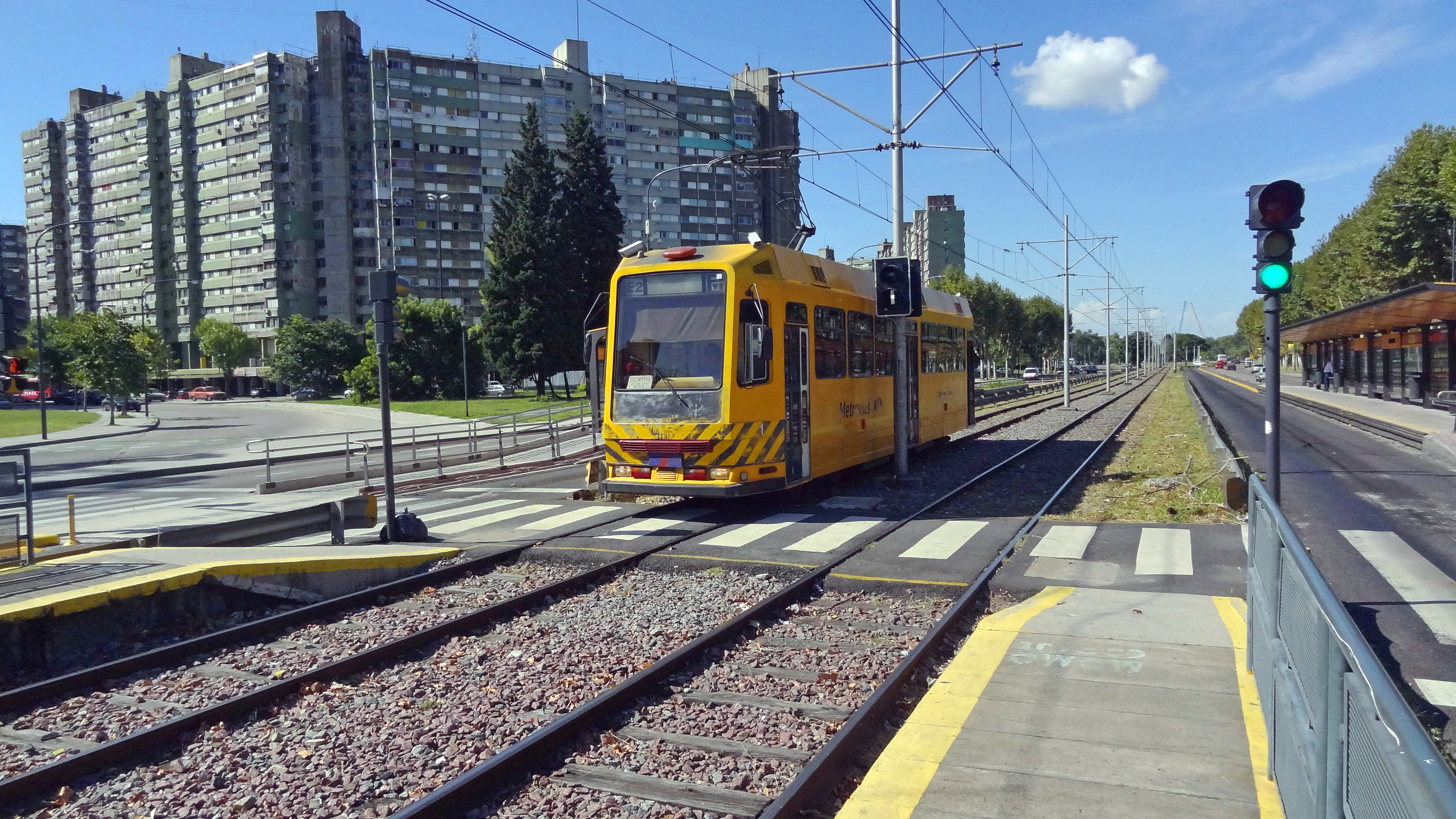
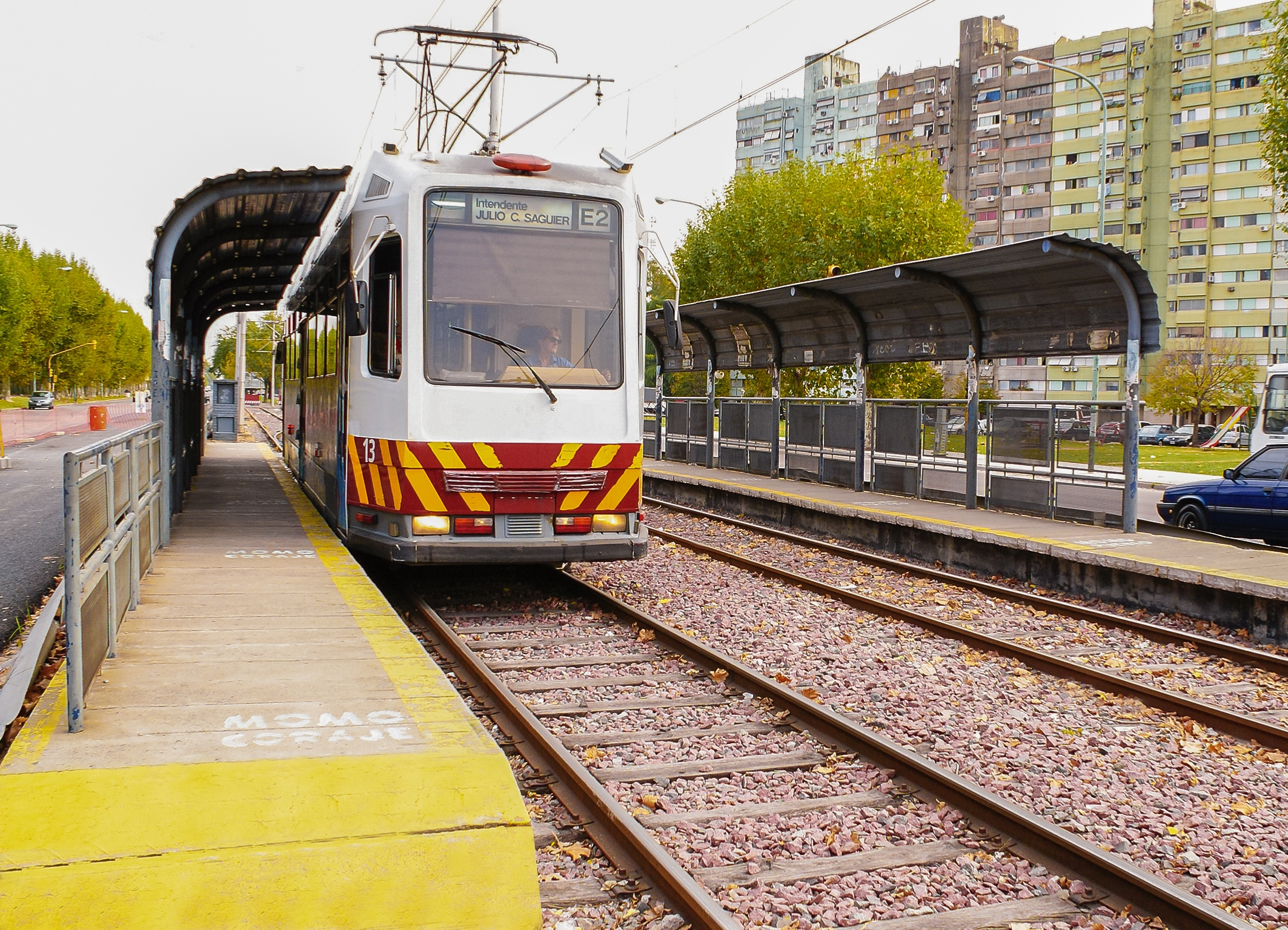

## Inauguración
Se inauguró el 27 de agosto de 1987, junto con las otras estaciones del Premetro.

## Ubicación
Se ubica en la intersección de las avenidas Coronel Roca y Soldado de la Frontera, en el límite entre los barrios porteños de Villa Lugano y Villa Riachuelo. Se encuentra en cercanías del Autódromo Oscar y Juan Gálvez.
En esta estación finalizan su recorrido los trenes provenientes de Intendente Saguier.